# ひとごろし
『ひとごろし』は、山本周五郎の時代小説、またそれを原作とした日本映画、テレビドラマ、演劇。
1964年10月、『別册文藝春秋』に掲載。

## 映画

### 1972年
1972年1月21日、『初笑いびっくり武士道』という題名で公開。製作は松竹。コント55号主演。
DVDのタイトルは『びっくり武士道』。

#### スタッフ
- 監督：野村芳太郎
- 製作：杉崎重美、浅井良二
- 脚本：野村芳太郎、加藤泰、三村晴彦
- 音楽：冨田勲

#### キャスト
- 双子六兵衛：萩本欽一
- 双子かね：岡崎友紀
- 仁藤昂軒：坂上二郎
- 松葉屋およう：光本幸子
- 旅の武家（あだ討ち）娘：榊原るみ
- 猪戸団右衛門：宍戸錠
- 松平宗矩：嵐寛寿郎
- 加納平兵衛：ピーター
- 中野大八郎：森田健作
- 中老中野：穂積隆信
- 南田利兵衛：南利明
- 大熊典膳：はかま満緒 → *本編では吉田義夫が演じた。
- おくま：武智豊子
- おしか：石井富子
- 百姓娘：佐々木梨里
- 番頭：コント0番地（たんくだん吉、いわたがん太）
- 蟹屋の番頭：松原直
- 福井藩重臣：弘松三郎
- 福井藩重臣：阿部昇二
- 南田の同輩（藩士）：野呂圭介
- かごかき：フォーリーブス（北公次、青山孝、江木俊夫、おりも政夫）
- 穴泥の半次：田中邦衛

### 1976年
1976年10月16日に公開。永田プロダクション・大映・映像京都提携作品。配給：松竹。監督：大洲齊、主演：松田優作。
松田優作が出演する時代劇としては、『竜馬暗殺』（1974年）に続く2作目の作品であり、初主演作品でもある。

#### ストーリー
福井藩。ある霧の濃い晩、武芸指南役の仁藤昂軒（にとう こうけん）は、酒に酔った帰途、彼を嫌う若い藩士たちによる闇討ちに出遭う。正々堂々を好む昂軒は彼らの態度に怒り、真剣を抜いて一網打尽にする。その現場に居合わせ、若い藩士たちを止めるために昂軒に立ち向かった中級職の藩士・加納も斬られて絶命してしまう。そのまま藩を去った昂軒に怒った藩主は、上意討ち（じょういうち＝主君が部下に逃亡した罪人を処断させること）を命じたが、昂軒の腕前を知る藩士たちは誰も手を挙げなかった。そんな中、上意討ちを名乗り出たのは、藩きっての臆病者で知られた双子六兵衛（ふたご ろくべえ）だった。臆病な自身の悪評のために婚期を逃した妹・かねのため、また自身の汚名返上のため、六兵衛は蛮勇を振るって旅に出た。
旅に出てすぐ、六兵衛は昂軒に追いつく。上意討ちと直感した昂軒は六兵衛に決闘を求めたが、六兵衛は怖気づいて「ひとごろし!!」と叫び、逃げ出す。逃げた先の農道で六兵衛は、農民たちが先ほどの自分たちについて「逃げたお侍は偉い。往来の衆もみんな逃げた」と噂話をしているのを耳にする。「世間には俺のように臆病な人間のほうが多いのだ」とさとった六兵衛は一計を案じ、街に着くたび昂軒につきまとい、宿屋や飯屋で彼を指差して「ひとごろし」と叫んでは周りの人々の恐怖をあおり立て、昂軒がこちらに向かってくれば徹底的に逃げることで、武士道に凝り固まった昂軒の自尊心を傷つけ、精神的に追い詰めていく作戦を図る。執拗に作戦を展開する六兵衛は、昂軒との奇妙な距離感を保ったまま旅を続ける。
ある日、富山の街中で叫んでいた六兵衛は町奉行所に捕らわれるが、取り調べた町方与力・宗方は、六兵衛が持っていた上意書を見て早合点し、果たし合いの会場を提供したうえ、昂軒を連れてくる。窮地に陥った六兵衛はわざと頭を打ち、気が変になったふりをしてやり過ごす。真剣勝負にならないと判断した昂軒は刀を納めて立ち去る。
ある街道沿いの草むらで、ついに六兵衛と昂軒は向き合うが、福井藩士たちを斬ったことに対する罪悪感が大きくなっていた昂軒は六兵衛を斬ることができなかった。すべてに嫌気が差した昂軒は「武芸には、お前のような者に勝つすべがない」と叫び、この場で六兵衛に首を渡すために切腹することを宣言する。六兵衛はそれを押しとどめ、「持ち帰る前に首が腐ってしまうし、もとよりあなたの首には興味がない。ただ勝った証が欲しいだけだ」と告げ、昂軒の髻（もとどり＝髷の髪の毛）を要求する。命のやり取りの無意味さをさとった昂軒は、構えていた短刀を振り上げ、髻を切り落として六兵衛に投げ渡した。

#### 登場人物
双子六兵衛
主人公。福井藩士。ひどく臆病な性格で、武芸にもすぐれない。臆病な自分を変えるため、上意討ちの討手に名乗り出る。
身分を問わず、誰に対しても敬語で話す（実妹のかね含む）。犬が嫌いで、見かけると足がすくんで動けなくなる。饅頭が好物。
仁藤昂軒
福井藩のお抱え武芸者。常陸国の寺院出身。江戸でスカウトされ、城下の若い侍に武芸を指南している。剣と槍の腕は一流だが、その腕を鼻にかけた尊大な人物であり、その指導ぶりは残忍なほどの厳しさであったため、城内での評判が悪い。加納らを斬った翌朝、黙って藩を去り、上意討ちの討手を待ち受けるために北陸路をゆっくりと旅したすえ、追いついた六兵衛に付きまとわれる。武士として正面からの戦いに応じない六兵衛の態度が理解できず、次第に精神をすり減らしていく。
酒乱の気味があり、居酒屋で酔うと徳利を次々と投げ上げて刀で叩き割る悪癖がある。まったく泳げず、川に落ちた際に見かねた六兵衛に救出される。
およう
北陸の宿場町にある旅籠の女将。別の旅籠を追い出された昂軒をかくまう一方、六兵衛の事情を知って暴力を嫌う彼の姿勢に共鳴し、好意を持ったことから、旅籠を番頭にまかせて六兵衛の旅に加わり、昂軒に向かって「ひとごろし」と叫び続ける作戦に参加する。本名は、とら。
加納平兵衛
福井藩士。よそ者の昂軒に出世を阻まれたため、決闘するよう若手藩士にたきつけられるが、逡巡する。若手藩士の暴走を止めようとして昂軒に立ち向かうが、返り討ちに遭う。
宗方善兵衛
富山藩町方与力。富山の城下で叫ぶ六兵衛を逮捕するが、上意討ちを知り、純粋な親切心から決闘の場所を提供して、六兵衛の危機を招く。
かね
六兵衛の妹。六兵衛に「兄上が臆病者だから嫁に行けない。兄上にも縁談の話がないではありませんか」と訴えたことが、六兵衛の旅立ちの遠因となる。

#### キャスト
- 双子六兵衛：松田優作
- およう：高橋洋子
- かね：五十嵐淳子（松竹）
- 宗方善兵衛：桑山正一
- 加納平兵衛：岸田森
- 福井藩筆頭家老：永野達雄
- 松平宗矩（福井藩主）：西山辰夫
- 仁藤昂軒：丹波哲郎

#### スタッフ
- 監督：大洲齊
- 製作：永田雅一
- 製作協力：徳間康快
- 企画：金丸益美、西岡善信
- 原作：山本周五郎（新潮文庫版）
- 脚本：中村努
- 企画構成：細井保伯
- 撮影：牧浦地志
- 照明：美間博
- 美術：西岡善信
- 録音：渡部芳丈
- 音響効果：倉嶋暢
- 編集：山田弘
- 音楽：渡辺宙明
- 監督補：小林正雄
- 助監督：奥家孟
- 擬斗：楠本榮一、美山晋八

## テレビドラマ

### 1968年
1968年10月2日から1969年3月26日までTBSが放送したオムニバスドラマ「仇討ち」の第2話「ひとごろし!」として放送。主演は三木のり平。

### 1970年
1970年3月8日、TBSの「東芝日曜劇場」の枠で放送。

#### スタッフ
- 脚本：砂田量爾
- 演出：川俣公明

#### キャスト
- 双子六兵衛：植木等
- かね：田村寿子
- 仁藤昂軒：御木本伸介
- 佐藤オリエ
- 西沢利明
- 前田昌明
- 浮田左武郎
- 中島元
- 芹川洋
- 和久井節緒
- 永井柳太郎
- 二木てるみ

ほか

### 1987年
1987年7月2日、テレビ朝日の傑作時代劇シリーズにおいて「上意討ち」のタイトルで放送。

#### スタッフ
- 監督：牧口雄二
- 脚本：中村勝行
- 音楽：津島利章

#### キャスト
- 双子六兵衛：渡瀬恒彦
- およう：宮崎美子
- 仁藤昂軒：若林豪
- かね：木ノ葉のこ
- 加納平兵衛：白井滋郎
- 重臣：疋田泰盛
- 野口貴史
- 笹木俊志
- 大矢敬典

ほか

## 演劇
これまでに4度演劇化されている。
- 1967年「ひとごろし」 - 大阪中座で上演。脚本：茂木草介、演出：矢田弥八、出演：芦屋雁之助（五郎太夫）、芦屋小雁（六兵衛）、桃山みつる（おかね）、乃木年雄（新兵衛）、秋葉浩介（尼子孝之進）
- 1971年「ひとごろし」 - 東京宝塚劇場・名鉄ホールで上演。脚本：相良準三・宮崎紀夫、演出：津村健二、出演：森繁久彌（双子六兵衛）、芦屋雁之助（小野川喜間太）、磯野洋子（かね）、門田美恵子（およう）、伊吹徹（松平斉置）、伊藤亨治（茨木好之進）、若水ヤエ子（おきん）、赤木春恵（くら）、三國連太郎（仁藤昂軒）
- 2003年「Murderer-ひとごろし-」（英語劇） - 山手ゲーテ座で上演。脚本：稲田和浩、演出：十島英明、出演：上山克彦、吉岡小鼓音、伊藤哲哉
- 2004年「ひとごろし」 - アトリエ樹で上演。脚本・演出：金澤眞、出演：川野誠一（双子六兵衛）、戸張智春（かね、およう（二役））、金沢まこと（仁藤昂軒）